# Onthophagus pennsylvanicus
Onthophagus pennsylvanicus  (лат.) — вид пластинчатоусых жуков рода калоеды (Onthophagus) из подсемейства Scarabaeinae. Неарктика.

## Описание
Длина тела 3,3-5,0 мм, чёрные. Активен с марта по ноябрь.